# Puffin fuligineux
Ardenna grisea
Espèce
Répartition géographique
Statut de conservation UICN

 NT A2de+3de+4de : Quasi menacé
Le Puffin fuligineux (Ardenna grisea, anciennement Puffinus griseus) est une espèce d'oiseaux de mer de la famille des Procellariidae. Il ne mesure pas plus d'une quarantaine de centimètres de long, mais certains individus sont capables de parcourir 65 000 kilomètres en six à dix mois autour de l'océan Pacifique. Avec la Sterne arctique, c'est l'espèce qui effectuerait la plus grande migration du monde animal.

## Description
Il n'y a pas de dimorphisme sexuel chez cette espèce.
Le plumage du Puffin fuligineux est entièrement fait d'une couleur brun-gris sombre, parsemé de quelques zones plus claires, argentées, au-dessous des ailes. Sa longueur varie de 41 à 46 cm pour une envergure de 95 à 110 cm et un poids moyen de 800 g. Ses pattes sont de couleur gris sombre, comme son bec, surmonté de narines tubulaires caractéristiques de cette famille d'oiseaux.

## Comportement

### Comportement social
C'est un oiseau grégaire. En mer, on peut rencontrer des groupes de centaines ou de milliers de ces puffins, volant en longues lignes ou groupés sur l'eau. Ils nichent en colonies denses pouvant regrouper des dizaines de milliers voire des millions d'individus (voir le paragraphe Population).

### Vol

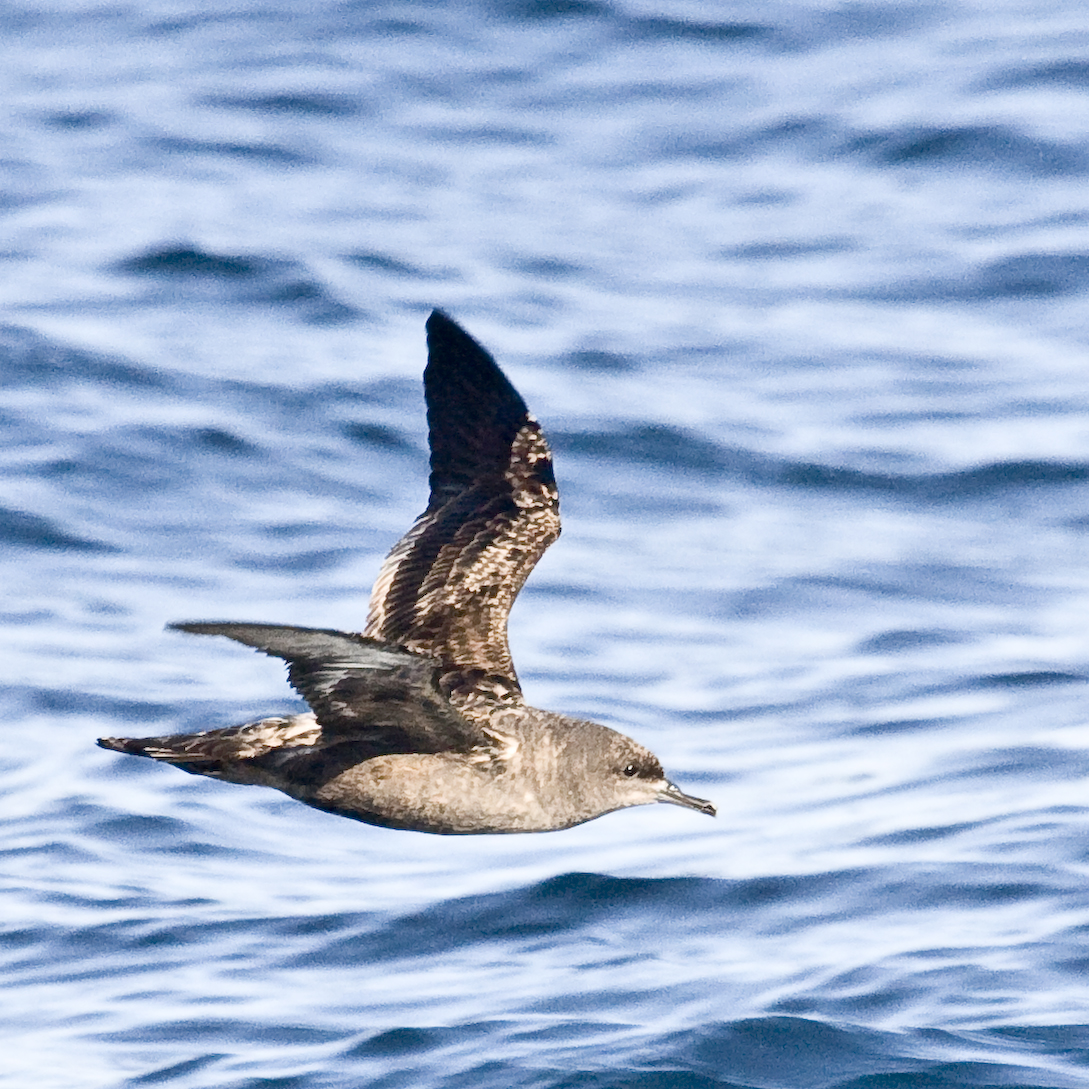
Puffin fuligineux en vol

En vol, cet oiseau alterne un vol battu rapide réalisé avec les ailes rigides et de longues glissades planées au ras des vagues. Pour décoller, il "piétine" l'eau avec ses pattes palmées en battant vigoureusement des ailes.

### Migration
Cette espèce réalise une grande migration trans-équatoriale. Les migrations se font par classe d'âge : les juvéniles de plus d'un an partent les premiers, puis les adultes nicheurs, et enfin les adultes non nicheurs et les jeunes de l'année. La migration ne se fait pas en masse, mais plutôt en solitaire, ou en petits groupes selon les occasions.
Avant le départ, ces puffins se gavent de krill pour former des réserves de graisse en vue de l'effort à fournir (des Puffin fuligineux suivis par géolocalisation ont parcouru parfois plus de 900 km par jour. Les populations atlantiques (celles qui nichent dans les îles Malouines) réalisent une migration d'au moins 14 000 km, celles de l'océan Pacifique font jusqu'à 65 000 km par an, peut-être même 74 000, avec un déplacement moyen de 500 km par jour.
Les puffins fuligineux se dirigent en premier lieu vers le Nord-ouest de leur océan respectif entre mars et mai. Ils atteignent les eaux arctiques en juin/juillet, puis se déplacent progressivement vers l'est, suivant les vents dominants, jusqu'à atteindre les côtes ouest de l'Europe (pour les populations atlantiques) ou de l'Amérique du Nord (pour les populations pacifiques) entre septembre et octobre. Puis c'est le retour vers le sud pour rejoindre les aires de nidification dans le sud de l'hémisphère Sud, qui seront atteintes vers le mois de novembre.
Remarque: certains individus nichant en Amérique du Sud (Terre de Feu) ne réalisent pas le grand tour du Pacifique, mais se contentent de longer les côtes ouest américaines vers le Nord, puis vers le Sud. Quelles que soient les populations, certains individus ne migrent pas et passent l'hiver dans les océans du Sud.

### Alimentation
Cet oiseau est essentiellement piscivore ; il se nourrit de petits poissons mais aussi de crustacés (crevettes, krill), de céphalopodes et de méduses. Occasionnellement, il peut suivre les bateaux de pêche pour profiter des déchets de poisson rejetés en mer.
Il plonge, et nage sous l'eau en se propulsant à l'aide de ses ailes. Il peut aussi « picorer » sa nourriture depuis la surface. Il se nourrit parfois en compagnie d'autres espèces d'oiseaux de mer, mais aussi de dauphins ou de baleines qui, en perturbant les bancs de poisson, lui servent de rabatteurs. Un Puffin fuligineux suivi par géolocalisation a plongé à 68 m de profondeur pour pêcher sa nourriture.

### Reproduction
Cet oiseau niche en colonies denses dans le sud de l'hémisphère Sud, d'octobre à avril. Il ne se reproduit pas avant 5 à 9 ans.
Pendant cette période, le Puffin fuligineux est plus actif de nuit afin d'éviter la prédation par les grands oiseaux de mer. Le nid est installé dans un terrier (parfois profond de 3 m) creusé par les deux parents, ou dans une crevasse naturelle. Ce nid est bâti avec quelques végétaux (herbe, feuilles).
Les deux parents couvent l'unique œuf blanc pendant 7 à 8 semaines. Après l'éclosion, mâle et femelle nourrissent le petit pendant au moins 14 semaines.

### Vocalisations
Généralement silencieux en mer, cet oiseau devient bruyant sur les aires de nidification. Il émet alors des sortes de roucoulement ou de grommellement.

## Répartition
Cette espèce niche en Nouvelle-Zélande et sur les îles alentour, en Australie et Tasmanie, au Sud du Chili (Terre de Feu) et sur les îles Malouines. Elle hiverne dans l'hémisphère Nord, où c'est l'été, au niveau des océans Pacifique et Atlantique.

## Habitat
Le Puffin fuligineux vit dans les zones pélagiques des océans Pacifique et Atlantique. Il se concentre dans les zones d'upwelling (remontée d'eau) et sur les plateaux continentaux profonds des zones où les eaux sont froides. Il se rapproche parfois des continents aux endroits où le fond océanique descend en pente raide. Il niche dans le sud de l'Hémisphère sud, sur des îles ou des côtes où son nid peut être bâti (soit parce que le sol peut être creusé pour créer des terriers, soit parce qu'il y a des crevasses adaptées à l'installation d'un nid).

## Population
Les populations de Puffin fuligineux qui nichent sur les îles australiennes ont été estimées à moins de 1 000 couples pour chacune des 17 colonies. En Nouvelle-Zélande, sur Les Snares, la population était estimée à 2,7 millions de couples dans les années 1970. Il existe d'autres sites de nidification dans cette région du monde (80 colonies recensées), et la population néozélandaise est estimée à 5 millions de couples au total. Les populations du Chili du Sud présentent des colonies nombreuses (certaines regroupent plus de 200 000 couples). On estime que 10 000 à 20 000 couples nichent aux îles Malouines. La population mondiale est, au total, estimée à plus de 20 millions de couples.

## Statut et préservation
Bien qu'encore très abondante, cette espèce subit actuellement un fort déclin. En Nouvelle-Zélande, le nombre de nids sur Les Snares en Nouvelle-Zélande a diminué de 37 % en 30 ans (entre les années 1970 et les années 2000). Au niveau du Courant de Californie, le nombre des puffins fuligineux recensés a diminué de 90 % en vingt ans. On ignore les causes réelles de ce déclin, mais différentes causes sont invoquées, comme la prédation des nids en Nouvelle-Zélande par les animaux (rats, chiens, goélands…) et les humains (on estime que 250 000 oisillons sont capturés chaque année, voir le paragraphe « Le Puffin fuligineux et l'Homme »). Les filets dérivants des bateaux de pêche noyaient autrefois 350 000 oiseaux par an, mais ce problème est en voie d'amélioration. On pense aussi que le réchauffement climatique pourrait avoir un effet négatif sur ces populations.
Pour les raisons citées ci-dessus, l'UICN a classé cette espèce dans la catégorie NT (quasi-menacée) depuis 2004. Le puffin fuligineux est aussi protégé par le Migratory Bird Treaty Act et par la convention de Berne en annexe III depuis 2002.

## Le puffin fuligineux et l’humain
Cet oiseau, appelé tītī ou Muttonbird (oiseau-mouton) en Nouvelle-Zélande, est chaque année collecté en grand nombre par les Maoris. Les oisillons prêts à s'envoler sont capturés dans leur terrier, plumés et conservés dans du sel pour une consommation ultérieure. On estime qu'un quart de million de ces puffins sont ainsi prélevés chaque année. Cette activité a une grande importance économique, sociale et culturelle aux yeux des Maoris de Nouvelle-Zélande, surtout pour les populations de l'île Stewart.

## Systématique

### Étymologie
Puffin viendrait de l'anglais to puff, souffler, et ferait référence à la capacité qu'ont ces oiseaux à projeter par le bec une substance huileuse et nauséabonde. Puffinus est la latinisation de puffin.

Les termes griseus, mot venant du bas latin et dérivé du francique, et fuligineux, mot latin signifiant « de la couleur de la suie », font référence à la couleur entièrement grise de cet oiseau, contrairement aux autres puffins qui présentent le dessous du corps blanc ou tout au moins blanchâtre.

### Taxonomie
Cette espèce a été décrite pour la première fois en 1789 par Johann Gmelin, naturaliste et chimiste allemand, qui le dénomma Procellaria grisea,.
Le nom scientifique Puffinus griseus est apparu en 1874 dans le Journal für Ornithologie sous la plume de Friedrich Finsch, explorateur, ethnographe et naturaliste allemand. Ce nom fut par la suite adopté.
Depuis 2004, un nouveau nom scientifique, Ardenna grisea a été proposé par Penhallurick et Wink, mais il n'est pour l'instant que peu reconnu par la communauté scientifique.

## Philatélie
L'île d'Aurigny a émis un timbre à l'effigie de cet oiseau en 2003.